# Nélson Vitorino
Nélson Nuno Vitorino Sequeria (* 17. August 1975 in Olhão) ist ein ehemaliger portugiesischer Radrennfahrer.
Nélson Vitorino begann seine Karriere 1998 bei dem Radsport-Team Gresco-Tavira. Nach drei Jahren wechselte er zu Cantanhede-Marques de Marialva und nach weiteren zwei Jahren ging er zu Porta da Ravessa-Bom Petisco. Seit 2006 fährt Nelson Vitorino für das portugiesische Continental Team Duja-Tavira. Dort wurde er beim Grand Prix Internacional Costa Azul Zweiter der Bergwertung und bei der Volta ao Alentejo Fünfter in der Gesamtwertung.

## Teams
- 1998–2000 Gresco-Tavira
- 2001–2002 Cantanhede-Marques de Marialva
- 2002 Cantanhede-Marques de Marialva
- 2003 Porta da Ravessa-Bom Petisco
- 2004 Wurth-Bom Petisco

...
- 2006 Duja/Tavira
- 2007 Duja/Tavira
- 2008 Palmeiras Resort-Tavira
- 2009 Palmeiras Resort/Prio
- 2010 Palmeiras Resort-Tavira
- 2011 Tavira-Prio
- 2012 Carmim-Prio